# 幸見の週刊おじさん白書
『幸見の週刊おじさん白書』（ゆきみのしゅうかんおじさんはくしょ）は、1999年4月4日から2006年4月2日までIBC岩手放送で放送されていたラジオ番組。

## 概要
パーソナリティはIBCアナウンサーの菊池幸見。「おじさんの、おじさんによる、おじさんのための番組」をテーマに盛り込んでいる。
1999年に日本民間放送連盟賞、2002年に日本民間放送優秀賞を受賞している。

## 放送時間
番組開始からしばらくは、ほぼ改編期毎に放送時間が変動していた。放送時間はいずれも日本標準時。
- 日曜 16:20 - 18:00（番組開始時）[2]
- 日曜 16:00 - 18:00（1999年10月17日 - ）[3]
- 日曜 15:30 - 18:00（1999年度の岩手競馬冬季休止期間）[4]
- 日曜 14:30 - 17:00（2000年4月 - ）[5]
- 日曜 12:30 - 14:30（2001年4月 - ）[1][6]
- 日曜 12:15 - 14:00（番組末期）

## 主なコーナー
- 方言詩の世界
  - リスナーから寄せられた、岩手の方言で綴られた詩を菊池が朗読する。
  - 当番組終了後は土曜夕方の15分番組として独立し、2025年時点では「朝の方言詩」のタイトルで、『朝からRADIO』の1コーナーとして続いている。
- おやじのベストセラー
  - 盛岡市に本社を置く書店、さわや書店の店員が毎週おすすめの書籍を紹介する。
- 競馬場で会いましょう
  - 放送当日の岩手競馬の注目レースなどを、実況担当のアナウンサーが紹介する。
- GO!GO!釜石シーウェイブス
  - 放送当時、クラブチーム化して間もない釜石シーウェイブスRFCを応援するコーナー。

その他、吉川団十郎が電話出演するコーナーなども存在した。

## 備考
二戸地区のIBCラジオ難聴取対策として、2006年1月からはカシオペアFMでも同時放送された。